# Dmitrow

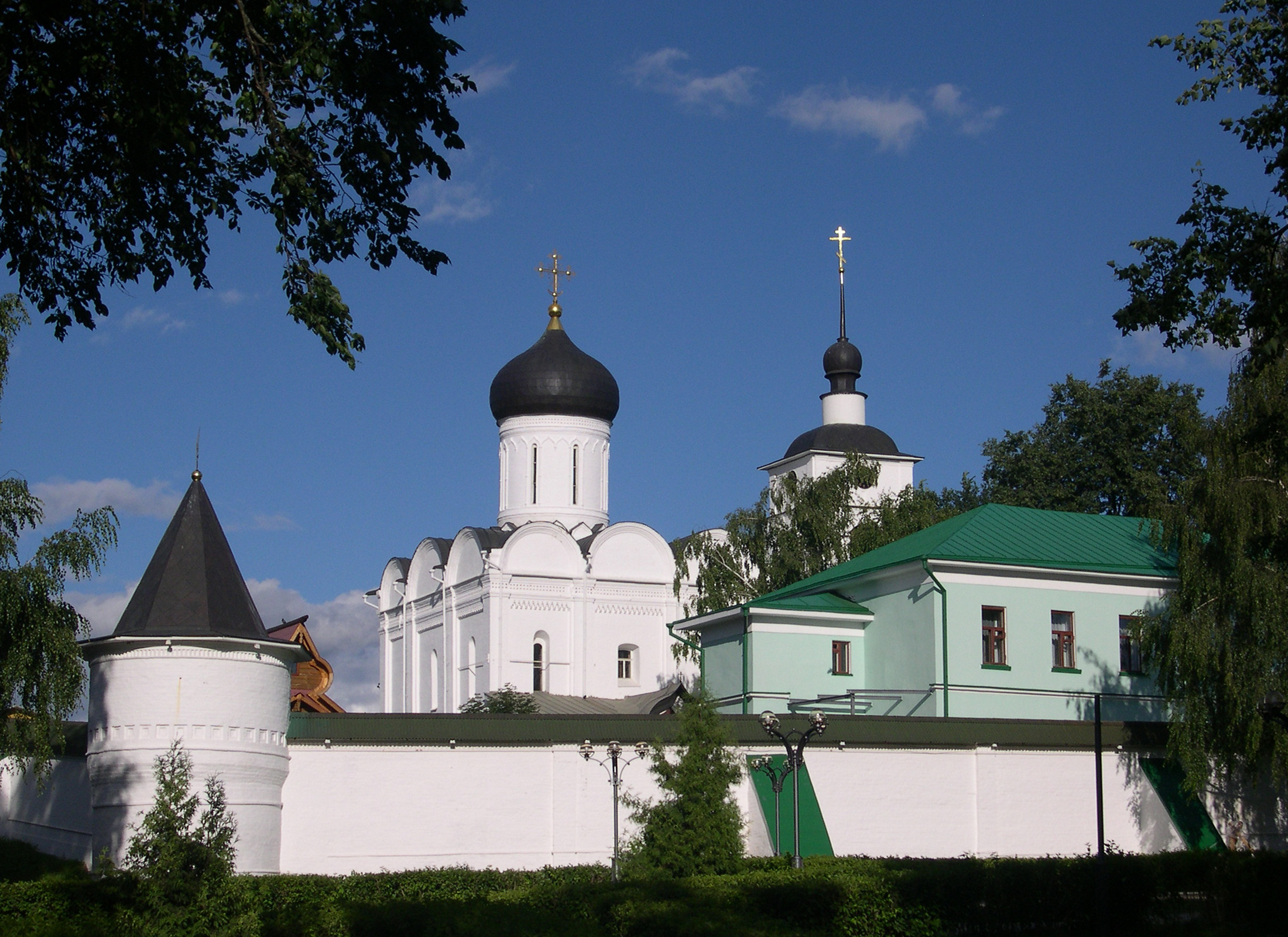
Klasztor świętych Borysa i Gleba w Dimitrowie

Dmitrow (ros. Дмитров) – miasto w Rosji, w obwodzie moskiewskim, port na kanale Moskiewskim, położony 65 km od Moskwy, 68 tys. mieszkańców (2021).

## Historia
Miasto zostało założone w 1154 roku przez kniazia Jurija Dołgorukiego. W XIII wieku gród dwukrotnie został napadnięty przez Tatarów. Od 1360 miasto należało do księstwa moskiewskiego. W 1432 roku chan nadał je Jerzemu Dymitrowiczowi, potem władał nim też jego syn Wasyl Kosooki. W czasie wielkiej smuty miasto zajęte przez Polaków. W maju 1609 roku pod Dmitrowem wojewoda Michaił Skopin-Szujski rozbił wojska drugiego Łżedymitra. W latach 1932–1938 w mieście istniał łagier – Dmitrowłag (ros. Дмитровлаг).
Do miejscowych zabytków można zaliczyć sobór Zaśnięcia Matki Bożej w Dmitrowie, klasztor świętych Borysa i Gleba oraz pozostałości średniowiecznego grodu.
W mieście urodził się książę włodzimierski Wsiewołod III.

## Galeria

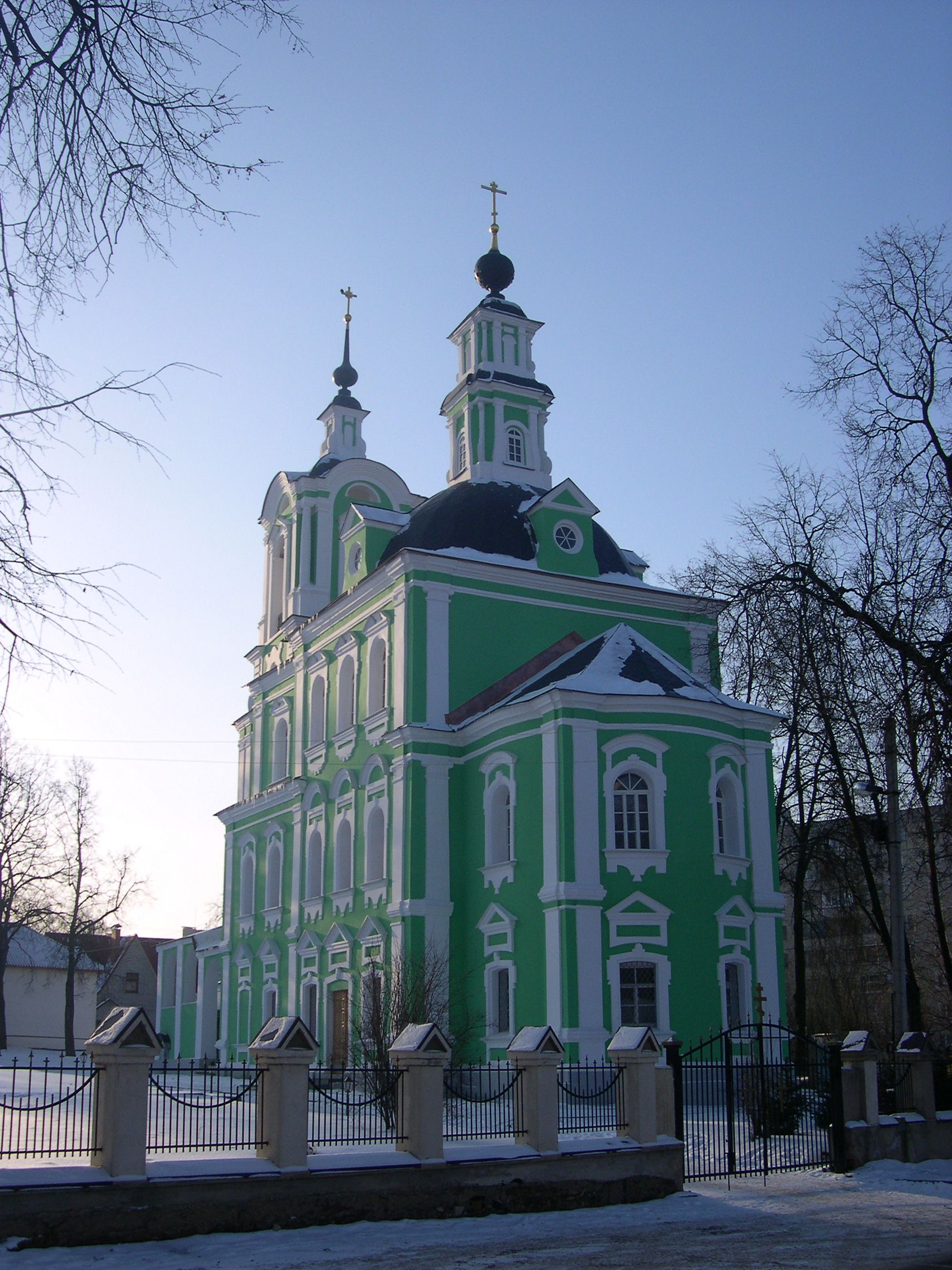
Cerkiew św. Trójcy i Tichwińskiej Ikony Matki Bożej
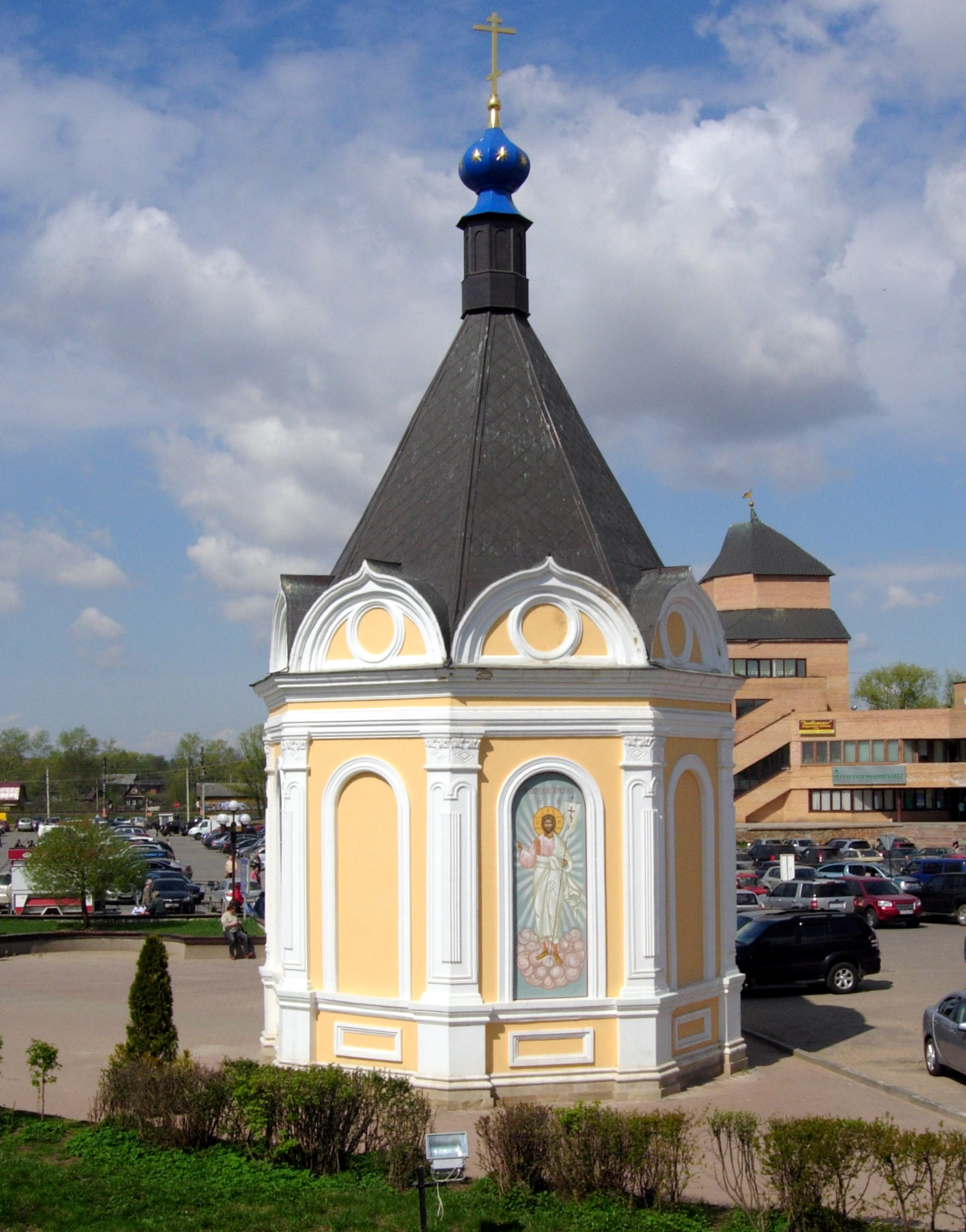
Kaplica św. Aleksandra Newskiego
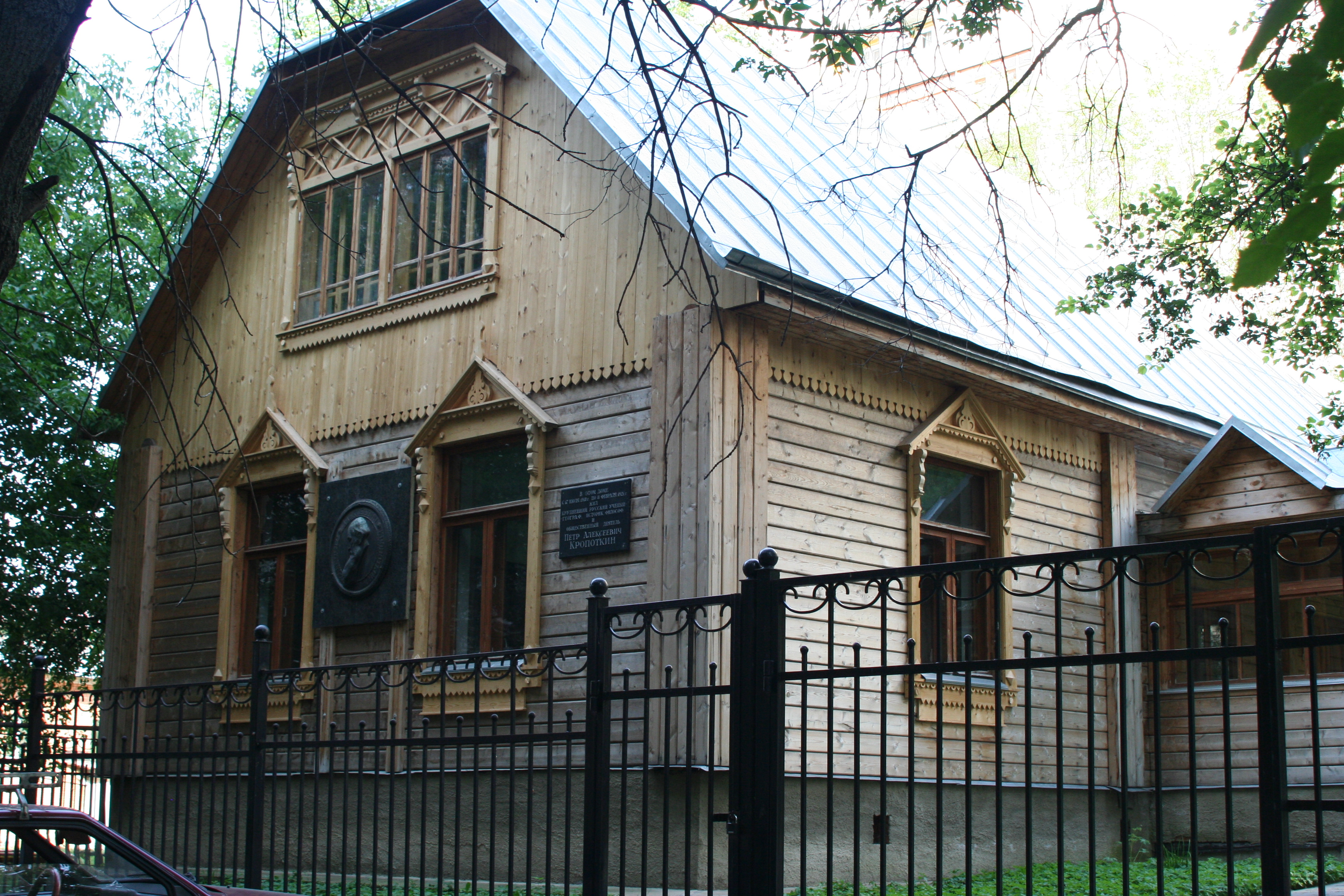
Dom Olsufiewa
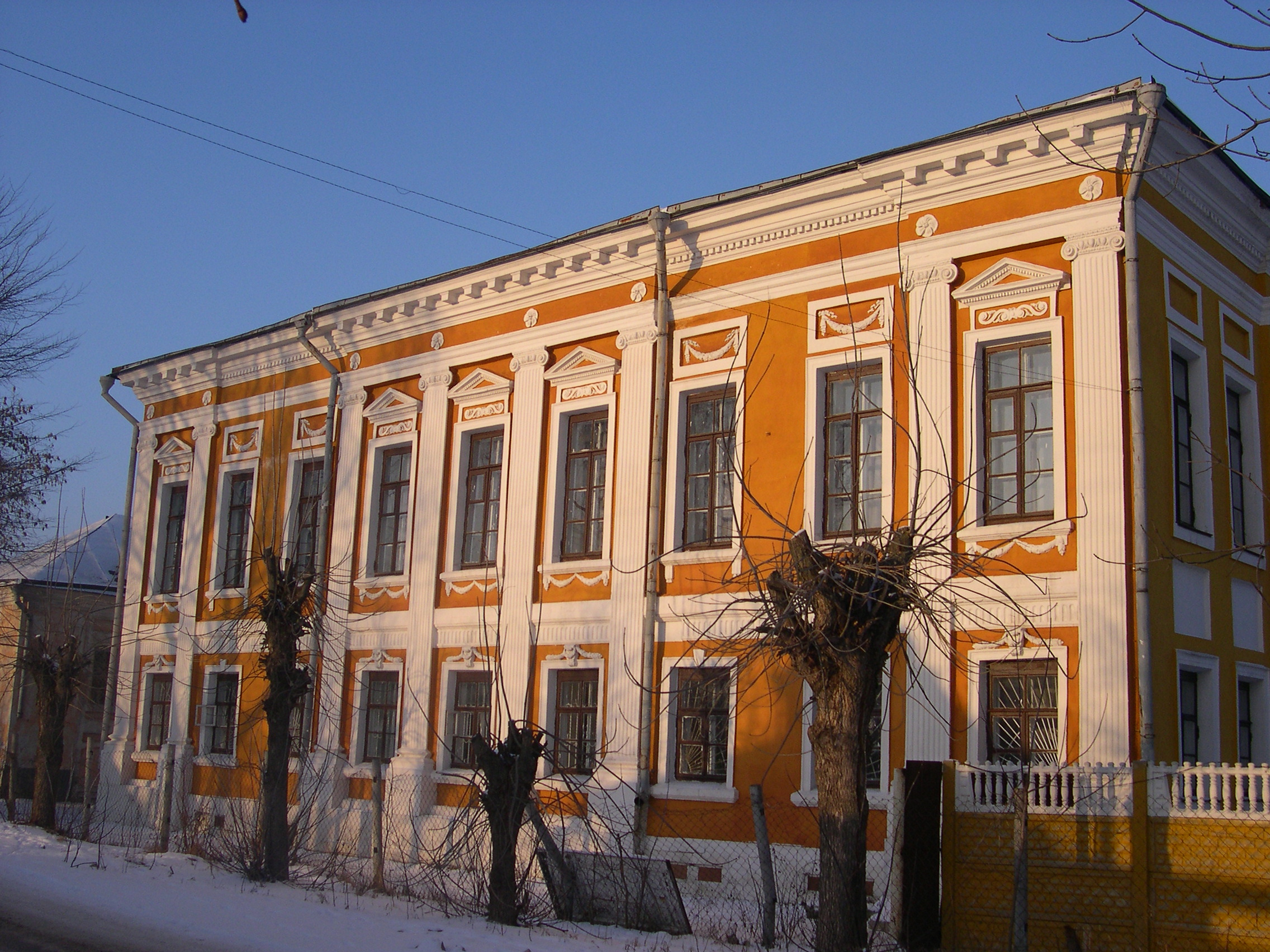
Dom Tugarynowa
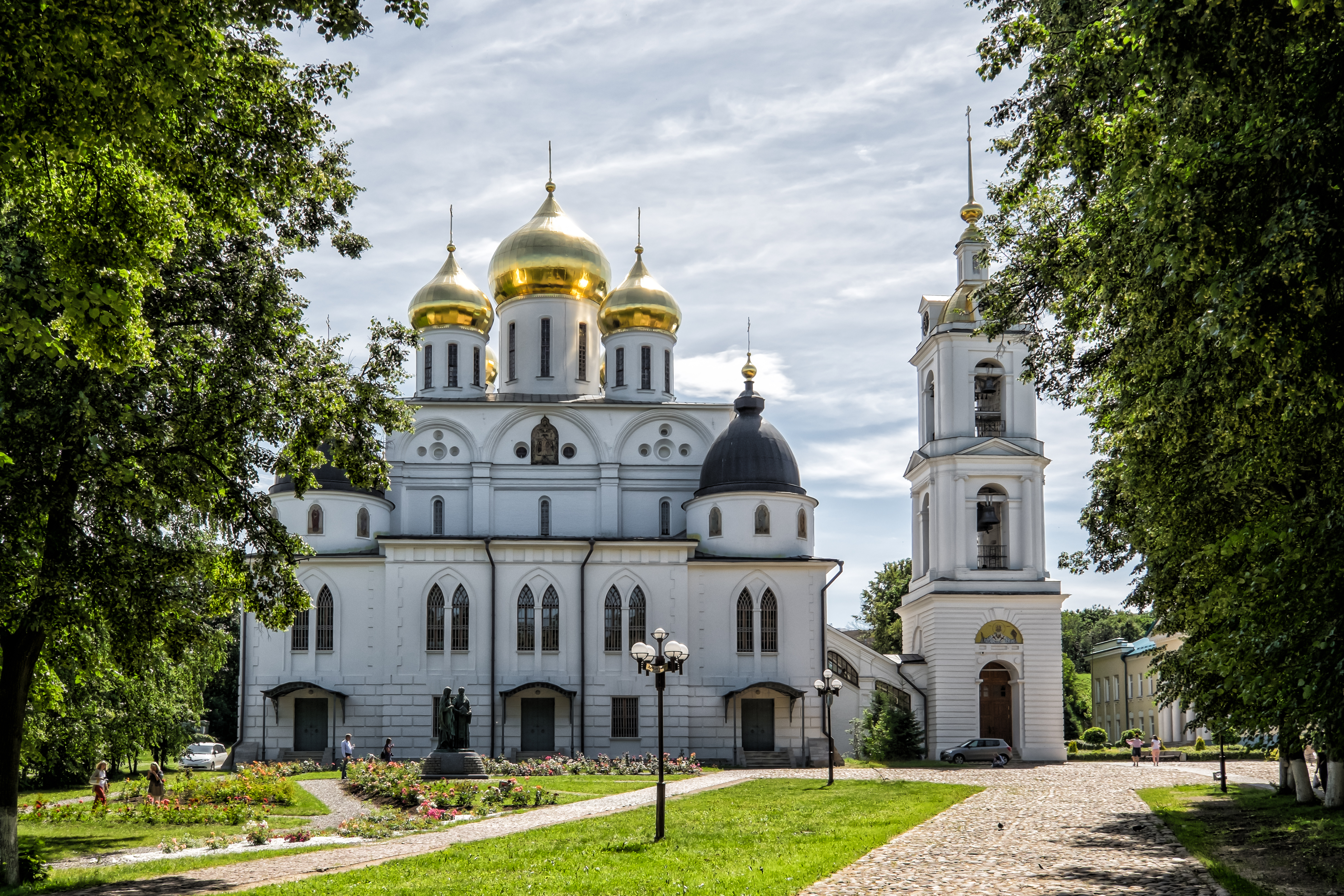
Sobór Uspieński
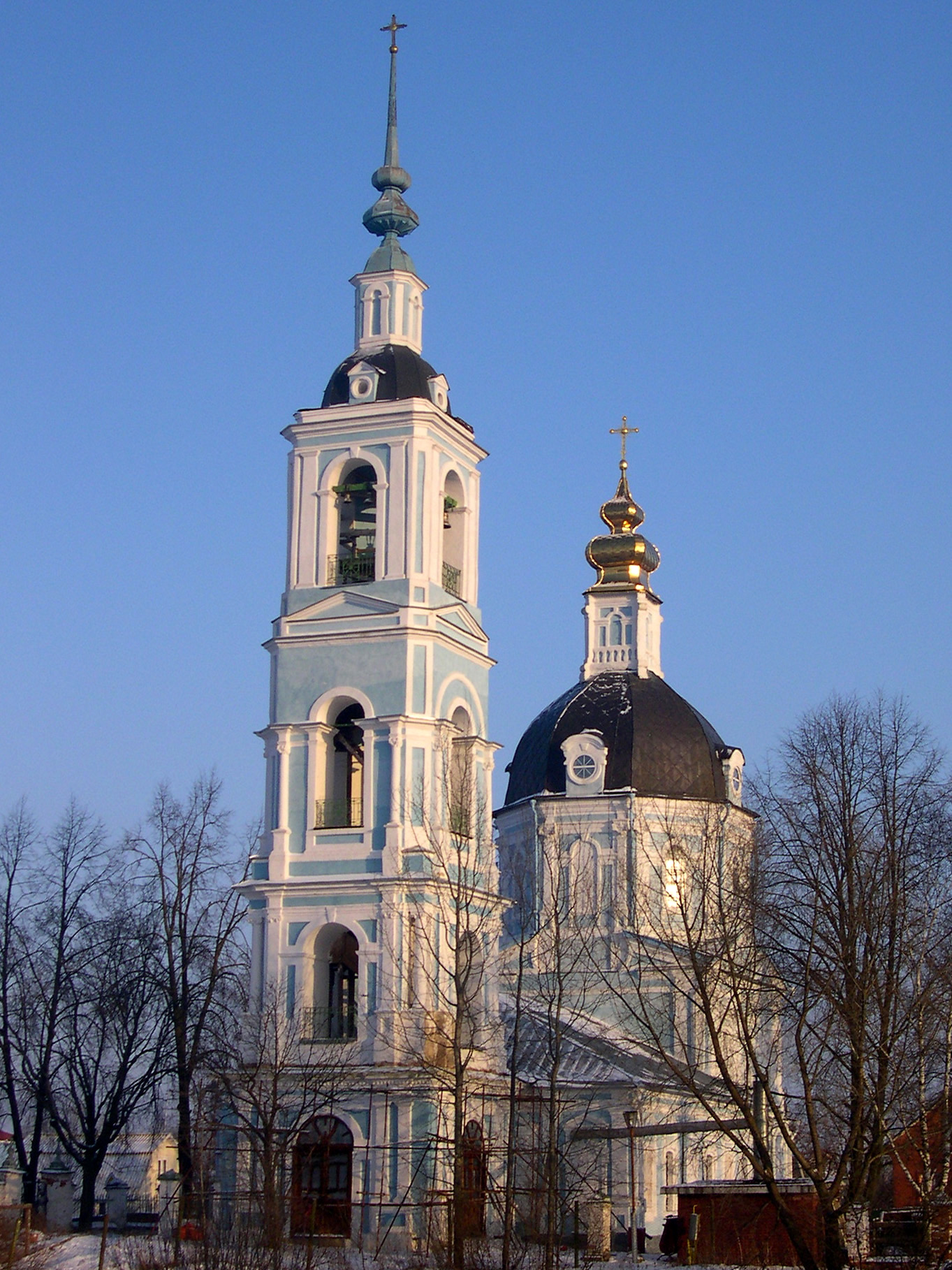
Cerkiew Wprowadzenia Matki Bożej do Świątyni
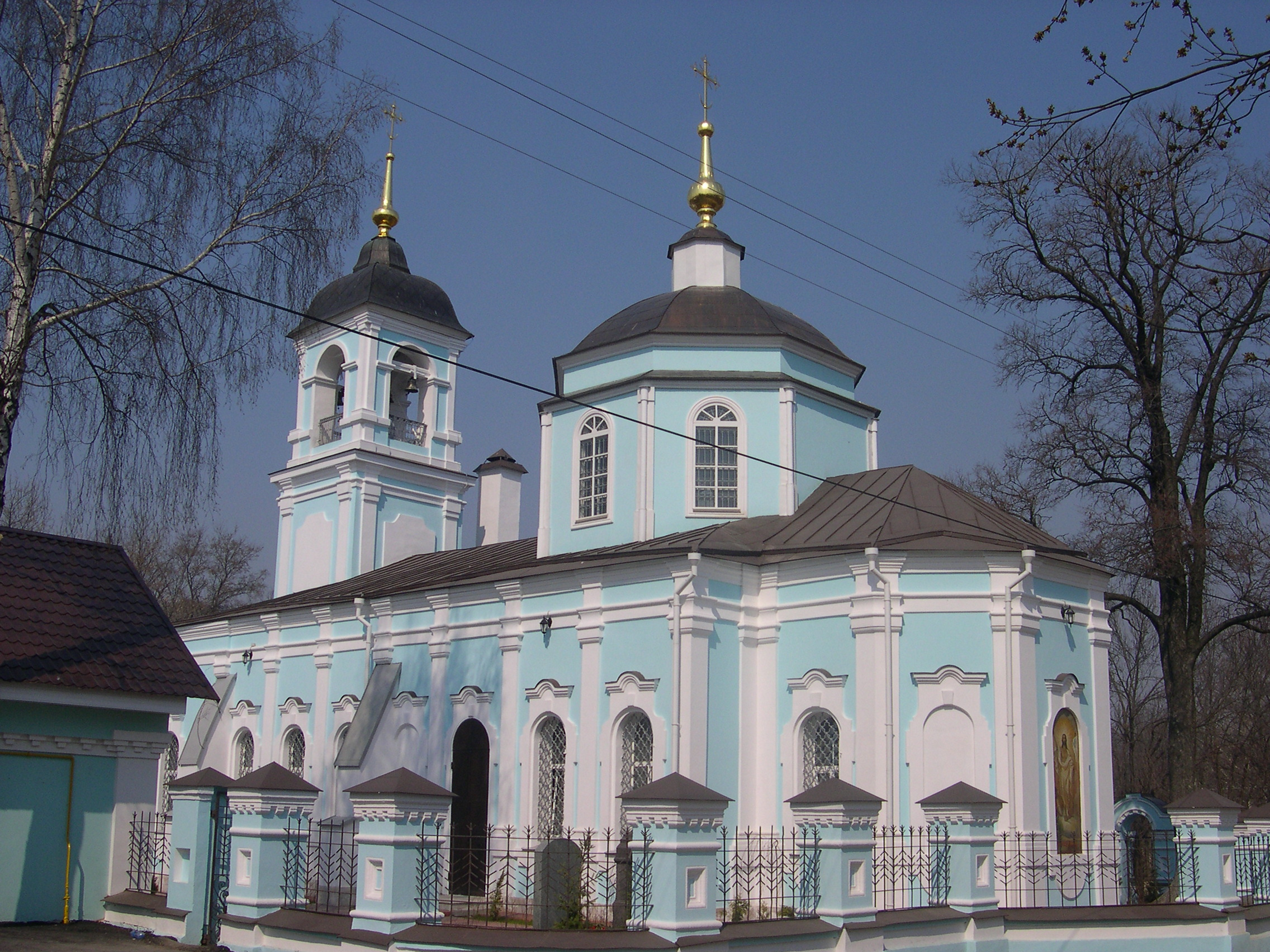
Cerkiew Kazańskiej Ikony Matki Bożej
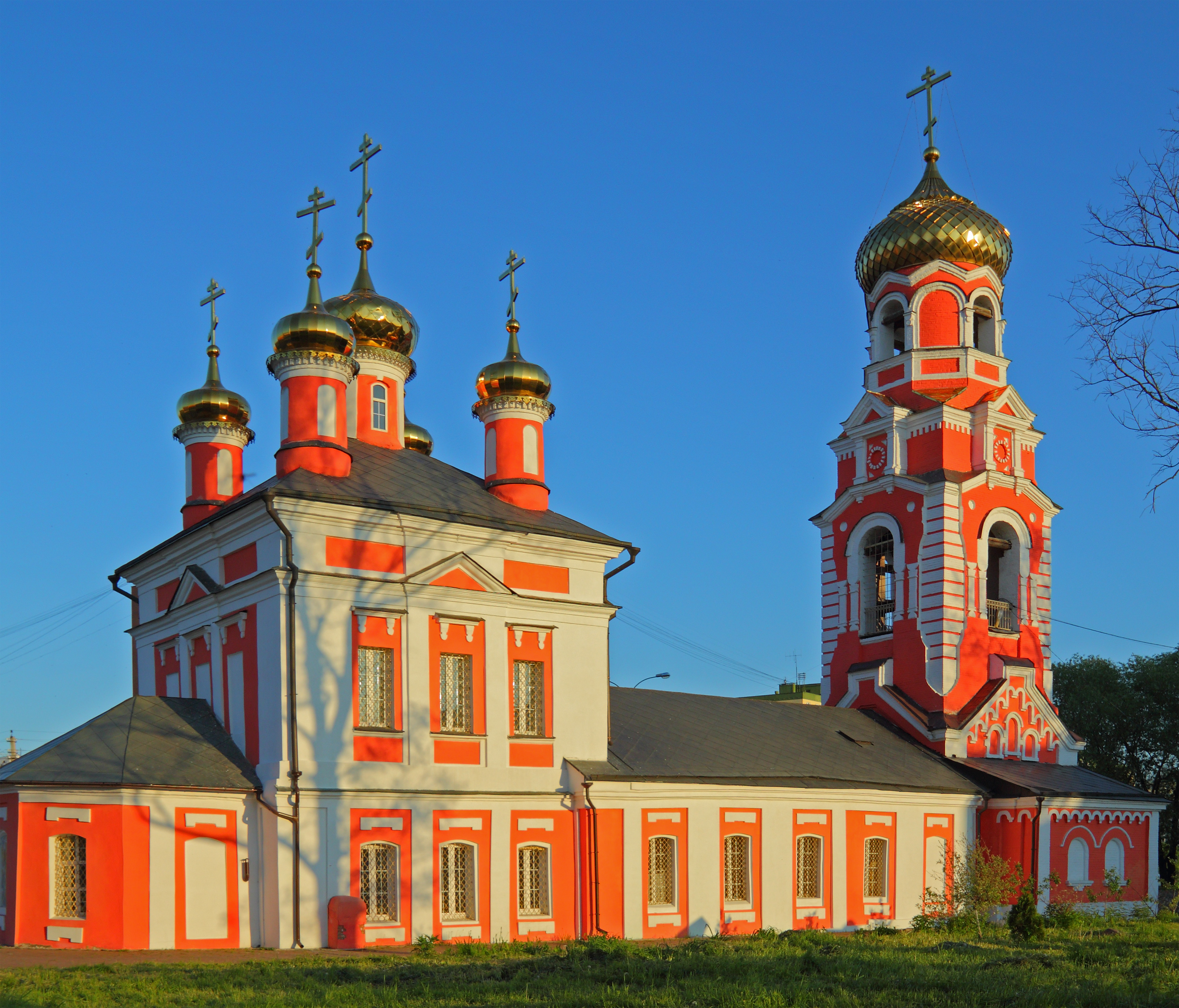
Cerkiew Objawienia Pańskiego
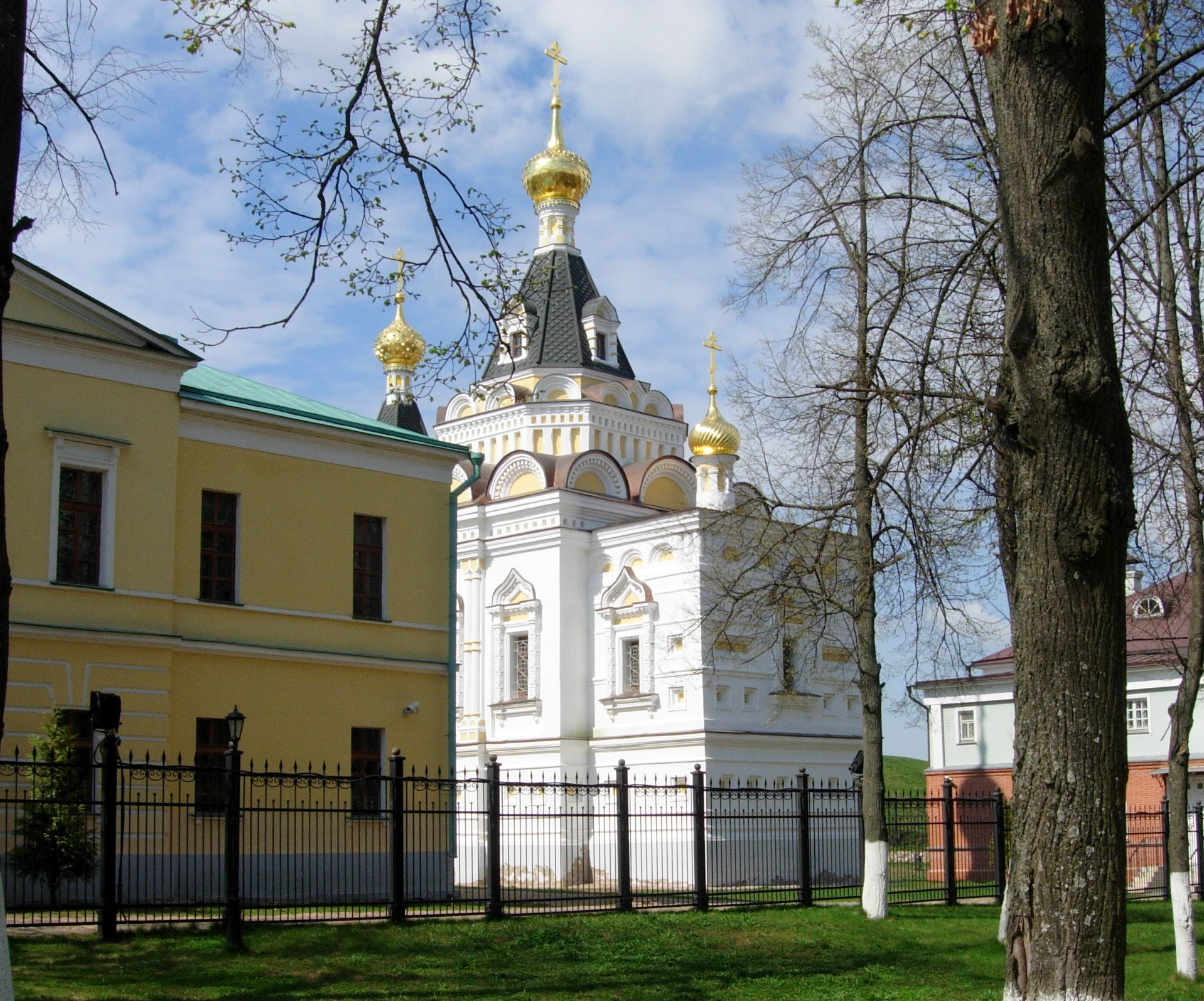
Cerkiew św. Elżbiety
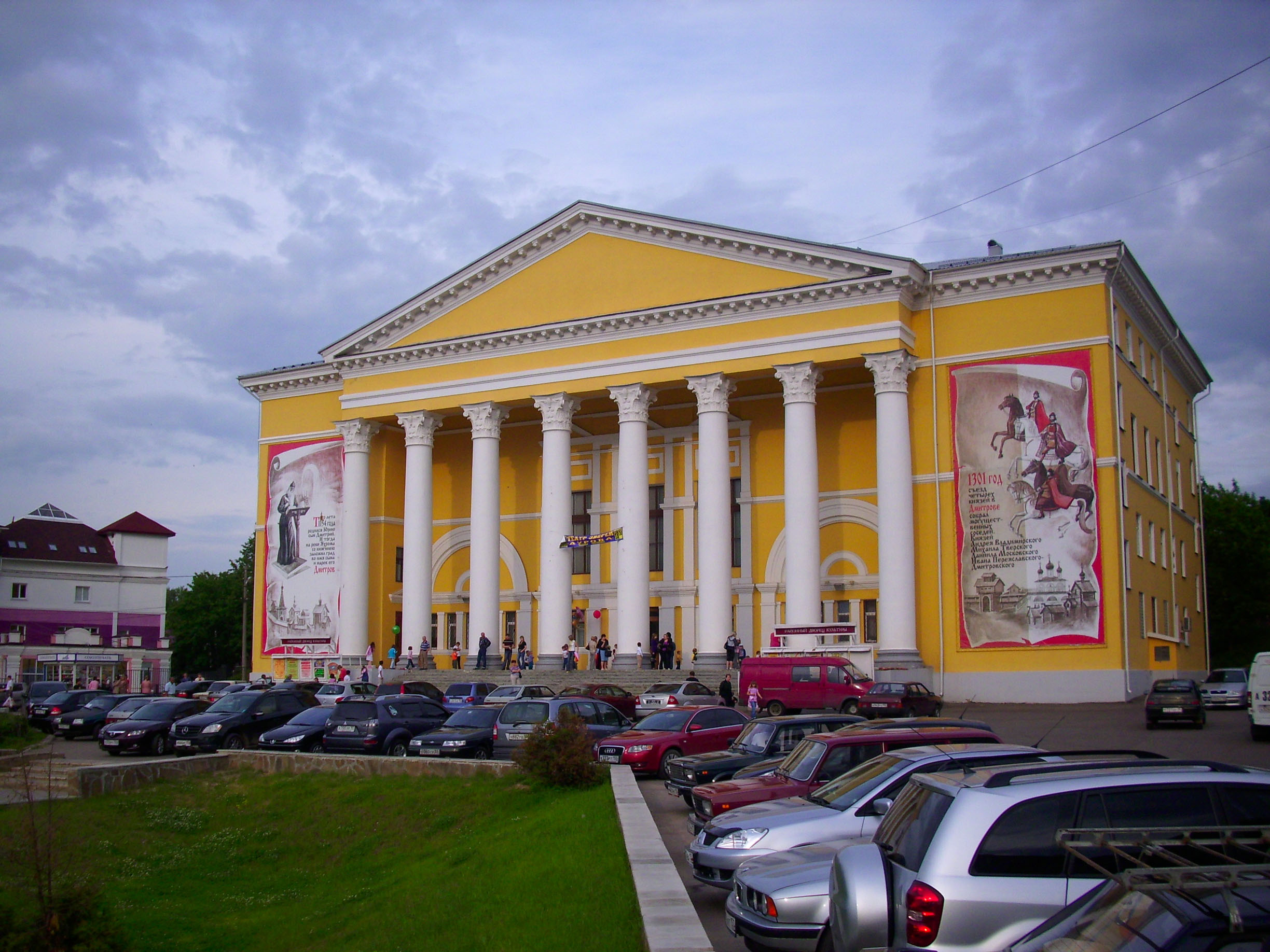
Pałac kultury

## Gospodarka
W mieście rozwinął się przemysł maszynowy oraz odzieżowy.

## Nauka i oświata
W Dmitrowie znajduje się autopoligon, w skład którego wchodzi laboratorium bezpieczeństwa biernego NICIAMT.
W mieście znajduje się również filia Astrachańskiego Państwowego Uniwersytetu Technicznego.

## Sport
- HK Dmitrow, Zwiezda-WDW Dmitrow – kluby hokeja na lodzie

## Miasta partnerskie
Do 24 lutego 2022 roku miastem partnerskim Dmitrowa był Bytom, a do 26 kwietnia 2022 Piła.